# Piëtakapel (Bunde)

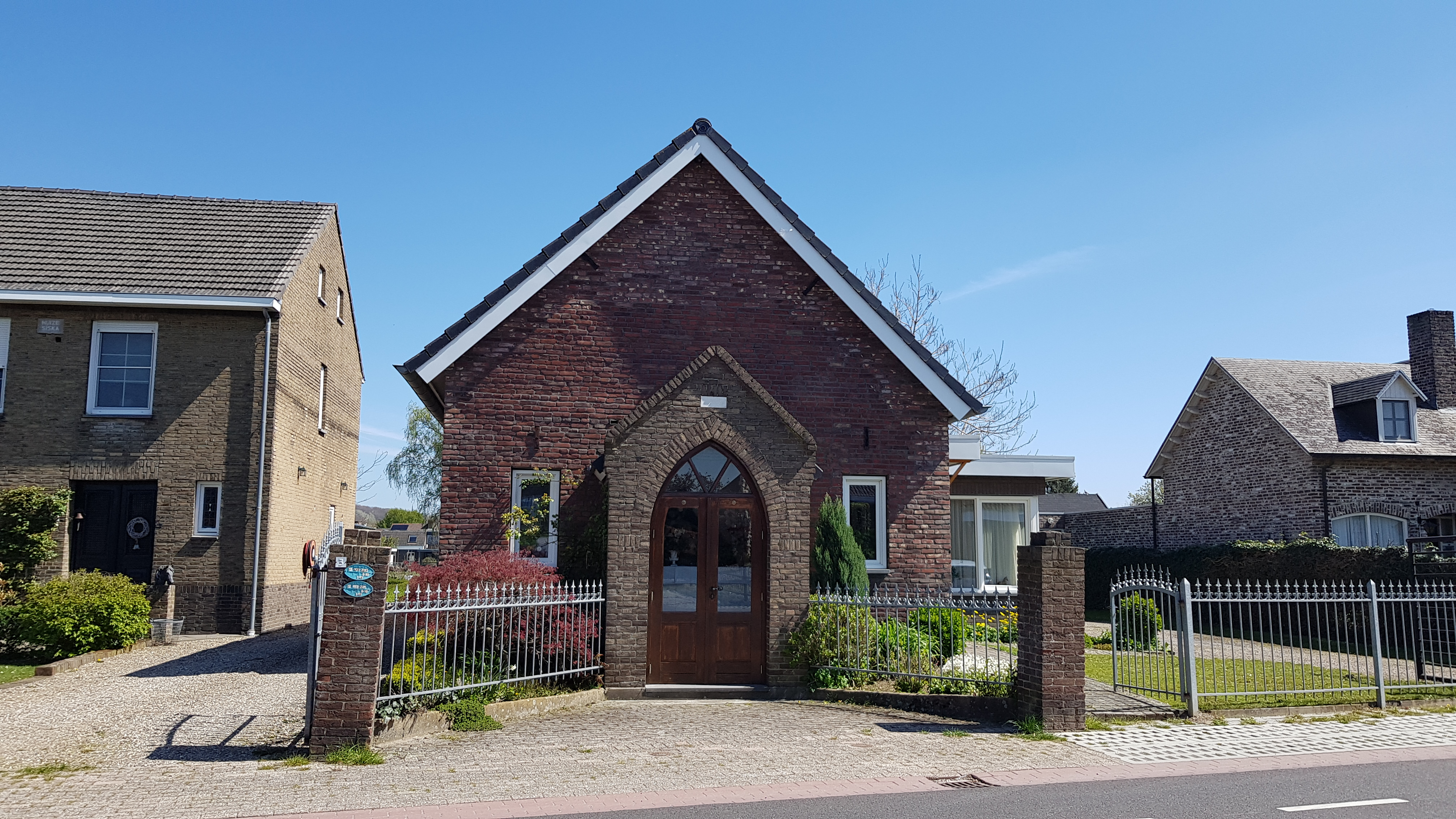
De Piëtakapel

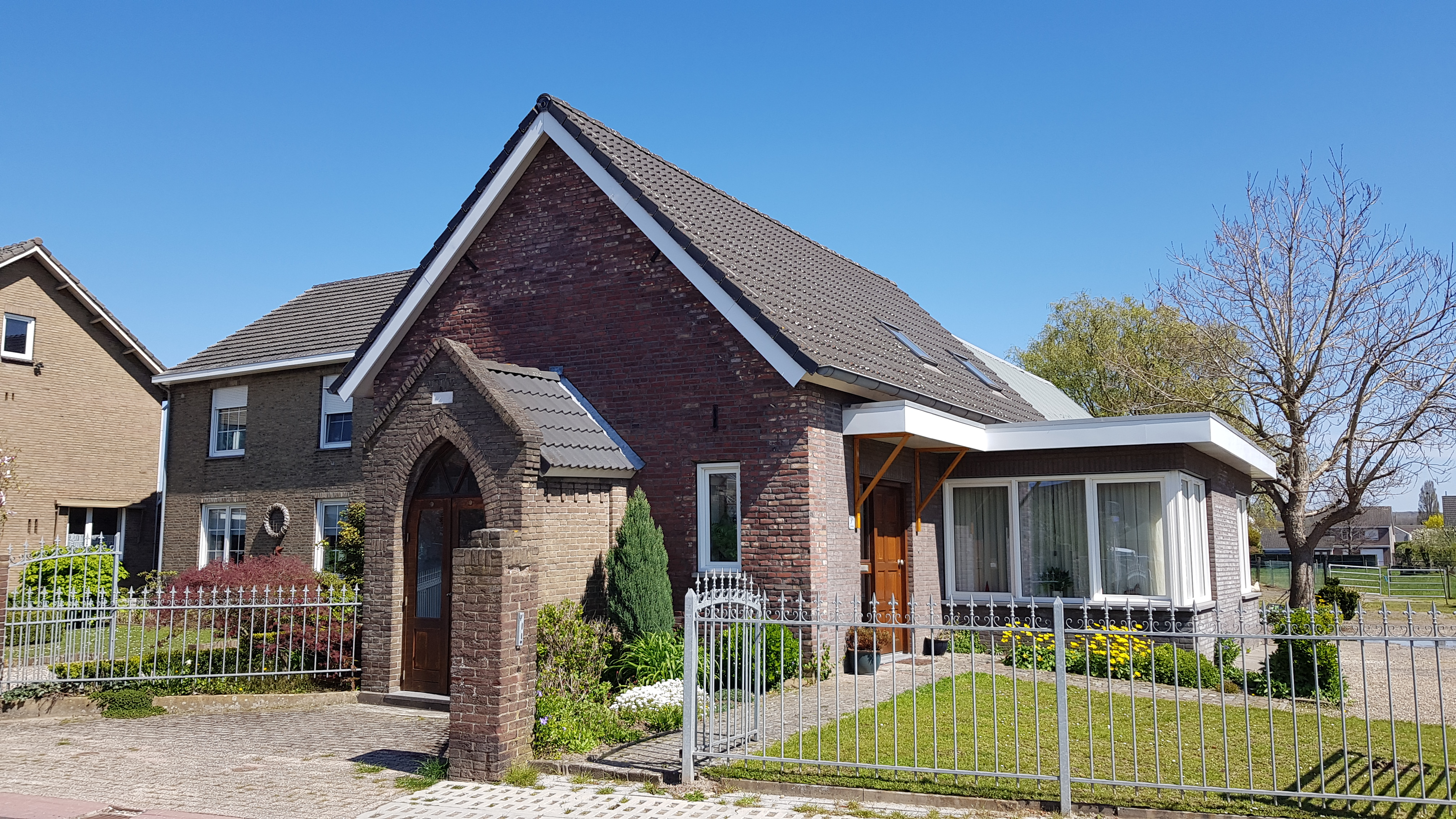
De Piëtakapel

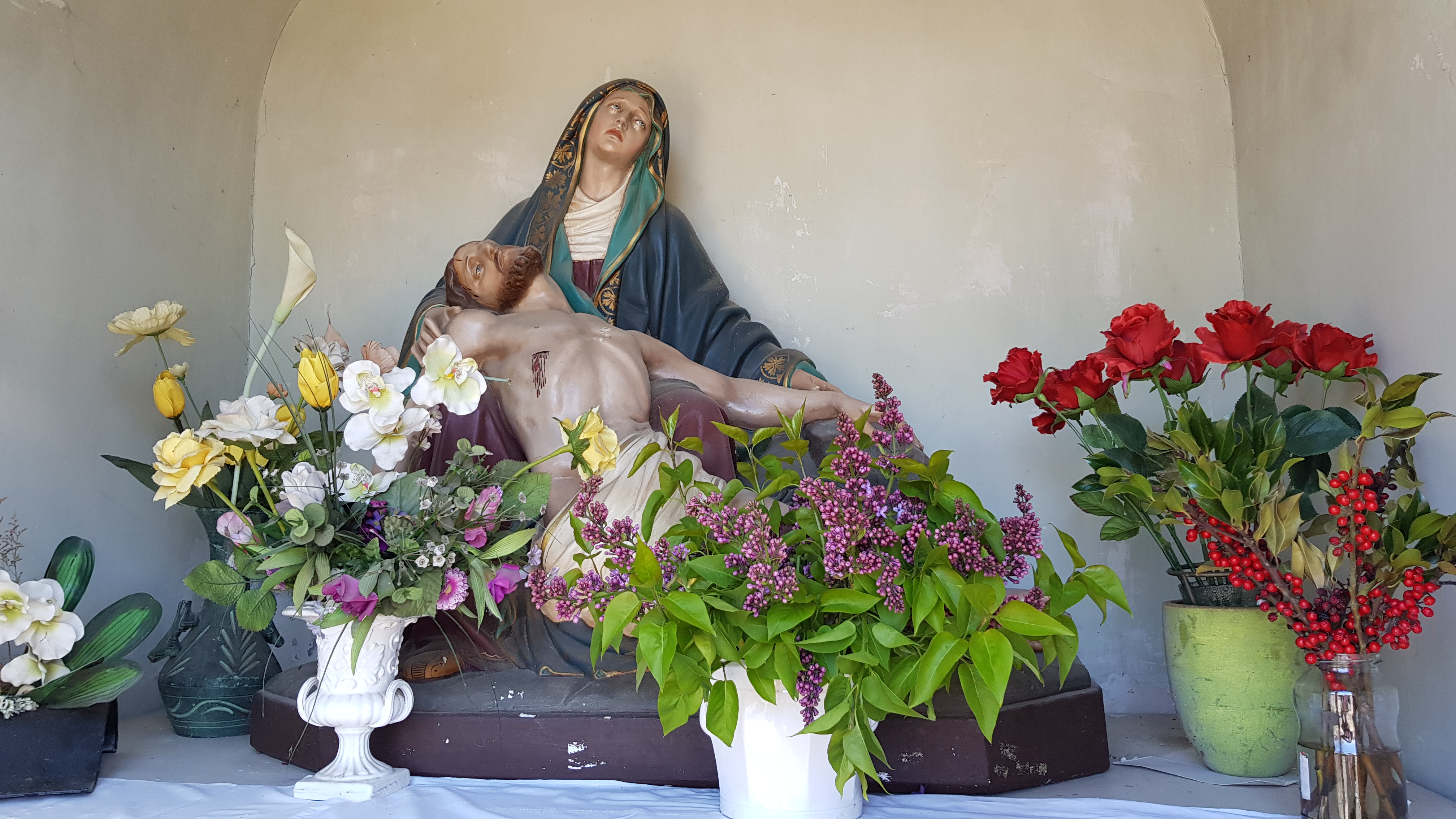
Interieur

De Piëtakapel is een kapel in Bunde in de Nederlands Zuid-Limburgse gemeente Meerssen. De kapel staat in het westen van Bunde aan de Meerstraat alwaar de Hoekerweg op deze straat uitkomt. 
De kapel is gewijd aan de piëta, de dode Christus vergezeld door Maria.

## Geschiedenis
In 1928 werd de kapel gebouwd door de familie Lonissen-Groene. Een dochter in deze familie was ernstig ziek en genas daarvan, waarna de familie een kapel liet bouwen als dank hiervoor.

## Bouwwerk
De kapel is gebouwd tegen een gevel van een paardenstal van een boerderij. De in veldbrandsteen gebouwde kapel is opgetrokken op een rechthoekig plattegrond onder een verzonken zadeldak met pannen. De zijgevels hebben geen vensters. In de frontgevel is een topgevel waarin een spitsboogvormige toegang is aangebracht die afgesloten wordt met een dubbele houten toegangsdeur met glazen ramen. Hoog in de frontgevel is een marmeren gevelsteen aangebracht waarin de tekst JEZUS gegraveerd is.
Van binnen is de kapel wit gepleisterd en wordt de kapel overdekt door een spits tongewelf. Tegen de achterwand is het houten altaar geplaatst. Op het altaar staat een polychrome beeldengroep van een piëta, bestaande uit een op een rots gezeten Maria die de gestorven Jezus ondersteunt.